# Balderich von Utrecht
Balderich (* um 897 in Oldenzaal; † 27. Dezember 975) war Bischof von Utrecht aus dem Grafengeschlecht im Hennegau, Sohn des Grafen Richfried, Vetter des Herzogs Giselbert von Lothringen und des Grafen Reginar II. in Hennegau.
Der in der Grafschaft Twenthe, die zum Hausbesitz seines Vaters gehörte, geborene Balderich scheint das Utrechter Bistum früh erlangt zu haben.  Jedenfalls nahm er, auf Grund seiner Familienverbindungen wie auch seiner Persönlichkeit, früh eine hervorragende Stellung unter den Großen des Reichs ein. König Heinrich I. übergab ihm seinen etwa 4-jährigen Sohn Brun zur Erziehung, und durch diesen stand er auch zu Kaiser Otto I. stets in nahen Beziehungen. So gehörte er zu den lothringischen Herren, die 953 im Kampf Ottos gegen seinen Sohn Liudolf auf des Königs Seite standen, und bei verschiedenen Fürstentagen ist seine Anwesenheit erwähnt.  Auch in Köln war er 965, als dort Otto zum ersten Male nach seiner Kaiserkrönung seiner Mutter wieder begegnete.
Sein Bistum brachte er nach den durch die Normannen erlittenen Verwüstungen durch sorgsame und kräftige Verwaltung wieder zur Blüte.  Die dortige Schule gedieh unter ihm zu hohem Ansehen. Bei seinem Tod vermachte er Oldenzaal mit einem Teil der Grafschaft Twenthe seinem Stift. Er wurde noch lange als ein Heiliger verehrt.